# 浦野博司
浦野 博司（うらの ひろし、1989年7月22日 - ）は、静岡県袋井市出身の元プロ野球選手（投手）、コーチ。右投右打。現在は北海道日本ハムファイターズでファーム投手コーチを務める。

## 経歴

### プロ入り前
実家は茶農家。小学校3年時から野球を始める。
浜松工高では甲子園出場なし。
愛知学院大学に進学後、1年春からリーグ戦に出場。3年春から4季連続のリーグ優勝に貢献した。通算56試合登板、24勝11敗、防御率1.66、285奪三振。最優秀選手2回、ベストナイン3回受賞。
3年秋の明治神宮大会では2回戦で早大の斎藤佑樹と投げ合うが敗れた。
セガサミーに入社後、2年連続で都市対抗野球に出場。社会人時代の1年先輩に宮﨑敏郎がいる。
2013年のドラフトで北海道日本ハムファイターズから2位指名を受け、入団した。背番号は17。

### 日本ハム時代

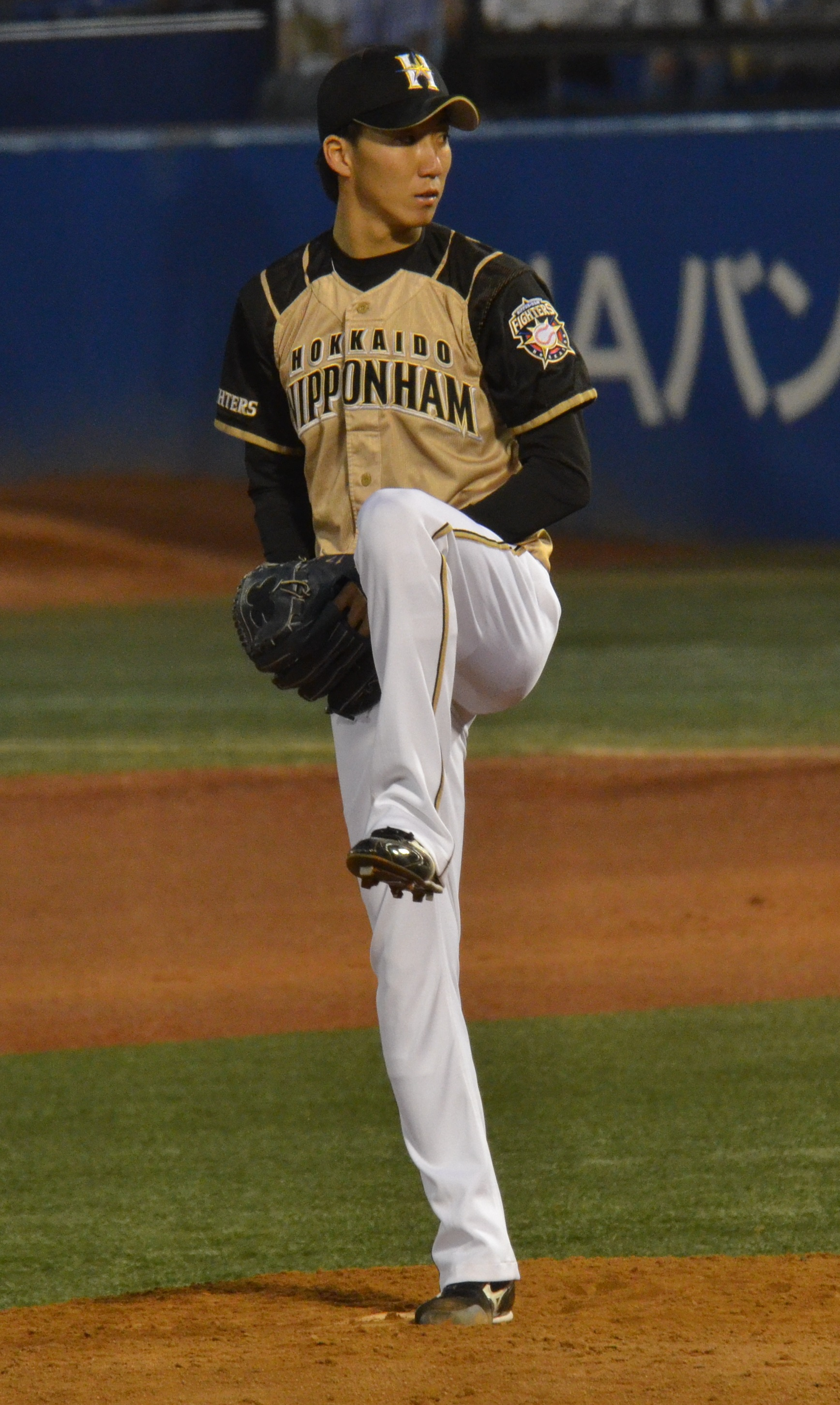
（2014年5月29日、明治神宮野球場）

2014年、4月5日の対千葉ロッテマリーンズ戦でインフルエンザで先発登板を回避した木佐貫洋の代役として一軍初登板を果たした。この試合では6回2失点の好投を見せるも勝ち投手になれなかった。4月23日の福岡ソフトバンクホークス戦では5回1/3を4失点と苦しむもプロ初勝利を挙げた。最終的に規定投球回を逃すも7勝4敗と安定した成績を残した。
2015年、3月24日の二軍戦に登板した際に右肩に強い張りを感じ、27日に右肩三角筋後部筋挫傷と診断され、実戦復帰までは2週間以上かかる見込みだと発表された。
2016年も右肩痛でシーズンを棒に振っているが、2017年2月16日放送のHBCラジオ「ファイターズDEナイト!」の取材で、この年に医者から前例のないという「肩の骨が血行障害によって壊死している」という診断を受け、その時点で7月8月いっぱいのノースローの宣告を受けたことを明かした。状態が回復した9月から投球を再開した。
2017年、5月5日の対オリックス・バファローズ戦で5回無失点で695日ぶりの勝利を挙げた。その後も走者を溜めながらも粘りのピッチングで勝ち星を重ねるも、次第に早めのイニングで打ち込まれることが増え、シーズン後半には若手を積極的に使うチームの方針により、出場機会が限られた。防御率こそ4点台も、WHIPが1.5を超えるなど不安定な成績であった。
2018年、4月末に一軍に昇格すると、6月2日の中日ドラゴンズ戦以外は中継ぎとしての登板を重ねた。7月末に抑えを務めていた石川直也が負傷により離脱すると、7月28日のオリックス戦では9回に登板し、プロ初セーブを挙げた。石川の復帰後は再び中継ぎに回り、プロ入り後自己最多となる36試合に登板した。
2019年、開幕から中継ぎとして起用されていたが、6月30日にショートスターターとして先発する。7月8日には5回1失点で780日ぶりに先発で白星を挙げた。しかし、7月27日の4度目の先発を最後に再び中継ぎに配置転換された。
2020年は一軍での登坂が無いままシーズン終盤を迎え10月27日、現役引退を発表した。10月31日、札幌ドームでのオリックス・バファローズ戦で引退登板が行われ、7回二死から登板すると、松井佑介を空振り三振に打ち取り、現役を終えた。

### 現役引退後
引退後は球団に残り打撃投手を務めた。
その後も2023年までチームスタッフとして球団に在籍し、同年11月18日、2024年からはファーム投手コーチを務めることが発表された。背番号は83。

## 選手としての特徴
最速151km/hのストレートと多彩な変化球が持ち味の右腕。バランスのよいフォームから繰り出すストレートは抜群の球質を誇る。制球力も安定している。全身にバネがあり、躍動感のある投球スタイル。
チーム事情に応じて、先発、リリーフ、抑えと役割をこなすことが多い。

## 詳細情報

### 年度別投手成績
| 年 度     | 球 団     | 登 板 | 先 発 | 完 投 | 完 封 | 無 四 球 | 勝 利 | 敗 戦 | セ 丨 ブ | ホ 丨 ル ド | 勝 率 | 打 者 | 投 球 回 | 被 安 打 | 被 本 塁 打 | 与 四 球 | 敬 遠 | 与 死 球 | 奪 三 振 | 暴 投 | ボ 丨 ク | 失 点 | 自 責 点 | 防 御 率 | W H I P |
| --------- | --------- | ----- | ----- | ----- | ----- | -------- | ----- | ----- | -------- | ----------- | ----- | ----- | -------- | -------- | ----------- | -------- | ----- | -------- | -------- | ----- | -------- | ----- | -------- | -------- | ------- |
| 2014      | 日本ハム  | 20    | 19    | 1     | 0     | 0        | 7     | 4     | 0        | 0           | .636  | 473   | 115.0    | 104      | 13          | 36       | 1     | 3        | 78       | 4     | 0        | 51    | 47       | 3.68     | 1.22    |
| 2015      | 日本ハム  | 12    | 7     | 0     | 0     | 0        | 3     | 3     | 0        | 0           | .500  | 195   | 43.0     | 51       | 5           | 19       | 0     | 0        | 33       | 1     | 0        | 26    | 23       | 4.81     | 1.63    |
| 2017      | 日本ハム  | 7     | 7     | 0     | 0     | 0        | 3     | 3     | 0        | 0           | .500  | 147   | 33.0     | 42       | 4           | 10       | 0     | 0        | 17       | 2     | 0        | 18    | 16       | 4.36     | 1.58    |
| 2018      | 日本ハム  | 36    | 1     | 0     | 0     | 0        | 2     | 2     | 7        | 9           | .500  | 167   | 41.2     | 33       | 3           | 9        | 2     | 0        | 44       | 1     | 0        | 11    | 10       | 2.16     | 1.01    |
| 2019      | 日本ハム  | 25    | 4     | 0     | 0     | 0        | 3     | 1     | 0        | 7           | .750  | 143   | 34.1     | 37       | 11          | 7        | 1     | 0        | 34       | 1     | 0        | 20    | 19       | 4.98     | 1.28    |
| 2020      | 日本ハム  | 1     | 0     | 0     | 0     | 0        | 0     | 0     | 0        | 0           | ----  | 1     | 0.1      | 0        | 0           | 0        | 0     | 0        | 1        | 0     | 0        | 0     | 0        | 0.00     | 0.00    |
| 通算：6年 | 通算：6年 | 101   | 38    | 1     | 0     | 0        | 18    | 13    | 7        | 16          | .581  | 1126  | 267.1    | 267      | 36          | 81       | 4     | 3        | 207      | 9     | 0        | 126   | 115      | 3.87     | 1.30    |

### 年度別守備成績
| 年 度 | 球 団    | 投手  | 投手  | 投手  | 投手  | 投手  | 投手     |
| 年 度 | 球 団    | 試 合 | 刺 殺 | 補 殺 | 失 策 | 併 殺 | 守 備 率 |
| ----- | -------- | ----- | ----- | ----- | ----- | ----- | -------- |
| 2014  | 日本ハム | 20    | 12    | 20    | 1     | 0     | .970     |
| 2015  | 日本ハム | 12    | 2     | 9     | 0     | 2     | 1.000    |
| 2017  | 日本ハム | 7     | 0     | 5     | 1     | 1     | .833     |
| 2018  | 日本ハム | 36    | 2     | 8     | 0     | 0     | 1.000    |
| 2019  | 日本ハム | 25    | 2     | 1     | 0     | 0     | 1.000    |
| 2020  | 日本ハム | 1     | 0     | 0     | 0     | 0     | ----     |
| 通算  | 通算     | 101   | 18    | 43    | 2     | 3     | .968     |

### 記録
初記録
- 初登板・初先発：2014年4月5日、対千葉ロッテマリーンズ2回戦（QVCマリンフィールド）、6回2失点
- 初奪三振：同上、1回裏に根元俊一から空振り三振
- 初勝利・初先発勝利：2014年4月23日、対福岡ソフトバンクホークス5回戦（東京ドーム）、5回1/3を4失点
- 初完投・初完投勝利：2014年8月13日、対千葉ロッテマリーンズ16回戦（札幌ドーム）、9回3安打1失点
- 初ホールド：2018年5月12日、対福岡ソフトバンクホークス8回戦（福岡 ヤフオク!ドーム）、6回裏二死に3番手で救援登板、1/3回無失点
- 初セーブ：2018年7月28日、対オリックス・バファローズ16回戦（札幌ドーム）、9回表に5番手で救援登板・完了、1回無失点

### 背番号
- 17（2014年[3] - 2020年）
- 83（2024年[14] - ）